# Beleriandi háborúk
A beleriandi háborúk J. R. R. Tolkien világa, Arda Első Kora nagy háborúinak összefoglaló neve.

## A csaták
Hat nagy csatát vívtak a tündék Morgoth ellen Beleriandban, bár ebből a visszatért noldák csak négyben vettek részt.

### Az első csata
Közvetlenül Morgoth visszatérése után az orkok előtörtek Angbandból, és rátámadtak Thingol király birodalmára. A két oldalról támadó sereg keleti felét Thingol az ossiriandi és regoni tündék segítségével elpusztította, míg a nyugati ork seregtest Eglarest ellen fordult, és Círdant a tenger partjára szorította. Thingol ezt meghallva népét összegyűjtötte Neldoreth és Region erdeibe, Melian pedig maia hatalmával létrehozta Melian Övét, körülkerítve az attól kezdve Doriathként emlegetett országot.

### Dagor-nuin-Giliath
A Csillagok Alatt Vívott Csata Fëanor Mithrimben tábort vert csapatai és a közelben tartózkodó ork sereg részvételével kezdődött. A noldák voltak kevesebben, és Morgoth szolgái meglepetésszerűen törtek rájuk, a tündék mégis gyorsan győzelmet arattak, hiszen csak nemrég hagyták el az Áldott Birodalmat. Végigűzték az orkokat Ard-galen síkján, de közben a korábban említett nyugati ork sereg is megérkezett Falas kikötőjéből. Velük Fëanor fia, Celegorm ütközött meg Eithel Sirion közelében, és a mocsárba kergette őket.
A tíz napig tartó csata alapján Fëanor azt hitte, máris győzelmet aratott, és rövidesen visszaszerezheti a szilmarilokat. Üldözőbe vette tehát az Angband felé menekülő orkokat, mit sem tudva Morgoth további védelmi erőiről. Messze megelőzte saját csapatait, így Morgoth szolgái végül szembefordultak vele, és balrogok jöttek ellene Angbandból. Halálosan megsebesítették, de fiai végül utolérték, elűzték az ellenséget, és magukkal vitték apjuk testét, aki azonban rövidesen belehalt sebeibe.

### Dagor Aglareb
A Dicsőséges Csata Morgoth első komoly kísérlete volt a tündék ostromzárának megtörésére. Mintegy ötven évvel a noldák visszatérte után Morgoth egy átfogó támadást indított; csapatai átvágtak Ard-galen síkságán, és az összes lehetséges útvonalon egyszerre zúdultak Beleriandra. A fősereg azonban a Dorthonion-fennsíkot rohanta le; őket Fingolfin és Maedhros egyesített ereje szórta szét, míg a Beleriandban kószáló kisebb csapatokat a többi tünde-úr egyesével számolta fel.

### Dagor Bragollach
Négyszázötvenöt évvel Fingolfin visszatérése és négyszáz év béke után kezdődött el a Váratlan Láng Csatája. Morgoth lángfolyókat engedett szabadjára, melyek a balrogoknál is gyorsabban száguldottak végig Ard-galen mezején, és felperzseltek mindent, ami az útjukba akadt; attól kezdve lett a síkság neve Anfauglith. Sok nolda veszett el ott, akik nem tudtak a hegyekbe menekülni.
Jött az arany Glaurung, a legelső sárkány, immár teljes erejében, vele balrogok, és megszámlálhatatlan ork, annyi, amennyi korábban soha nem hagyta el Angbandot. Megtörték az ostromzárat, és sok nolda és ember vezér is elesett. Dorthonion fennsíkján volt a legerősebb a nyomás, ott estek el Finarfin fiai, Angrod és Aegnor, és velük Bregolas, Bëor népének vezére; de a nyugati Ered Wethrin erősségeit is csak nagy nehezen tartotta Fingolfin és Fingon, arra pedig nem is gondolhattak, hogy segítséget vigyenek Dorthonionba. Finrod Felagundot Bregolas öccse, Barahir mentette ki a csatából a Serech mocsárvidékén, emberei legjavával. Keleten, ahol Fëanor fiai védték a hágókat, szinte teljes volt a kudarc, egyedül Maedhros őrizte meg Himring erődjét.
Amikor pedig mindezek a hírek megérkeztek Hithlumba Fingolfinhoz, a noldák nagykirályához, ő azt hitte, teljes immár a noldák pusztulása. Kétségbeesésében egymaga lovagolt ki, egyenesen Angband kapujáig, és senki nem merte megállítani, mert haragjában olyan volt, mintha maga Oromë érkezett volna meg Valinorból. Megdöngette Angband kapuját, párbajra hívta Morgoth-t, aki nem bújhatott ki a kihívás elől, bár a valáktól még ő is félt. Mégis előjött, és megvívott Fingolfinnal, aki hétszer sebezte meg, de aztán Morgoth a földre sújtotta és végzett vele.De halála előtt még egyszer megsebezte Morgoth lábát, aki azóta sántít. Ez a párbaj volt az utolsó alkalom, hogy Morgoth elhagyta Angband erősségét.

### Nirnaeth Arnoediad
Beleriand egész északi része Morgoth hatalmában volt immár, de a tündék, a törpök és az emberek Maedhros vezetésével még utoljára megpróbálták legyőzni a Sötét Urat. Hatalmas sereg gyűlt össze, de Nargothrond és Doriath tündéi közül csak igen kevesen vonultak harcba Fëanor fiainak hívására. Maedhrosék csapdát állítottak Morgothnak, keletről és nyugatról akartak támadni; azt remélték, Maedhros kicsalogatja Angband erejét az Anfauglithra, és Fingon Hithlum felől lecsap rájuk. A csata kezdete előtt még Turgon is megnyitotta a rejtett város, Gondolin kapuit, és tízezres serege élén jött elő.
Maedhros seregét azonban feltartóztatta egy áruló ember, Uldor, aki rokonaival és népével együtt régen Morgoth titkos szövetségese volt; Morgoth egy kisebb serege pedig kicsalta Hithlumból Fingont. Ezt a sereget ugyan a tündék elsöpörték, és egészen Angband kapujáig jutottak, de addigra Thangorodrim titkos járataiból újabb seregek jöttek elő, és Fingon hátrálni kényszerült. Ezzel kezdődött meg a Megszámlálhatatlan Könnyek Csatája. Fingon serege visszavonult, és Turgon csapatai csak másnap reggelre értek oda, hogy segíthessenek rajtuk; és ekkorra végre Maedhros is megérkezett, és hátbatámadta Morgoth seregét. Ekkor előjöttek Angband utolsó erői is: farkasok, balrogok és sárkányok, és maga Glaurung, a Nagy Féreg, és szétválasztották Fingon és Maedhros seregét.
Még ekkor is győzhettek volna a tündék, ha nincsenek az áruló emberek. Ulfang fiai, akik eddig Maedhros mellett küzdöttek, hirtelen rátámadtak saját hátvédjükre, és más keletlakók, akik Uldor hívott még korábban, szintén rohamra indultak a keleti hegyekből. Fëanor fiainak serege megtört, mindenki menekült, aki még életben maradt. Glaurungot megsebezte Azaghâl, a belegosti törpök ura, így a sárkány elhagyta a csatateret, Fëanor fiai maguk pedig összegyűjtötték a noldák és a törpök maradékát, és kivágták magukat a harcból.
Nyugaton Fingont és Turgont háromszoros túlerő környékezte, és Gothmog is ott volt, a Balrogok Ura. Elválasztotta egymástól a két testvért, és végül levágta Fingont. Húrin és Huor azonban még tartották Turgonnal a Sirion gázlóját, és az emberek azt tanácsolták a tünde királynak, térjen vissza Gondolinba. Turgon megfogadta tanácsukat, egybehívta maradék seregét, és kiverekedte magát déli irányba. A dor-lómini emberek pedig a Serech mocsaráig hátráltak, és többé nem mozdultak onnan. Mind ott is vesztek, az egy Húrint kivéve, akit élve vittek Morgoth elé.

### Az Izzó Harag Háborúja
Eärendil a Morgoth-tól elragadott szilmarillal hajózott nyugatra, hogy a valák segítségét kérje. Ők pedig meghallgatták a Végzet Körében, és úgy döntöttek, harcba szállnak Morgoth ellen.
Nem sokat tudunk erről az utolsó, nagy háborúról, mert egyetlen középföldi tünde sem harcolt benne. A valák seregét Eönwë, Manwë hírnöke és fegyverhordozója vezette, és jöttek mind a vanyák és a Valinorban maradt noldák. Hatalmas volt a Nyugat serege, és hosszú és keserves Angband ostroma. Az orkok annyian voltak, hogy el sem fértek Anfauglith mezején, de számuk nem segített rajtuk. Elpusztultak a balrogok is, kivéve néhányat, akik elmenekültek a harctérről, és elrejtőztek. Morgoth utolsó fegyvere azonban rémületet keltett még a valák seregében is; mert a Sötét Úr kiengedte Angbandból a szárnyas sárkányokat, akiket eddig még senki nem látott. De jött Eärendil hajóján, a Vingiloton, amit a valák az égre emeltek, és jött Thorondor, a Sasok Királya vezetésével az ég minden madara. Egész nap és éjjel folyt a harc a levegőben, de hajnalban Eärendil levágta Fekete Ancalagont, a legnagyobb sárkányt, és az estében összezúzta Thangorodrim tornyait. És amikor felkelt a nap, győzött a valák serege, alászálltak Angband mélységeibe, és elfogták magát Morgoth-t is. Ekkor leszakadt Beleriand és elpusztult minden föld. Mert a seregek hatalmasak voltak és a pusztulás is. Beleriand egészen az Ered Luin-ig leszakadt és elsüllyedt. (Az Ered Luin a Kék-hegység Középfölde Nyugati széle. Közelében van a Szürkerév.)